# Harry Parker (tenis)
Harry Parker (Christchurch, Nueva Zelanda, 6 de mayo de 1873 - Balgowlah, Sydney, Australia 14 de mayo de 1961) fue un jugador de tenis de Nueva Zelanda que estuvo activo durante las dos primeras décadas del siglo XX.
Parker ganó el título de dobles en el Campeonato de Australasia, el futuro Abierto de Australia, junto a Bill Gregg en 1907. También llegó a dos finales individuales en el Campeonato de Australasia de 1907 y Campeonato de Australasia de 1913, y a dos finales de dobles en Campeonato de Australasia de 1906 y Campeonato de Australasia 1913. Alcanzó la final de dobles del Campeonato de Wimbledon junto a Stanley Doust en 1909 y los cuartos de final junto a Anthony Wilding en el Campeonato de Australasia 1905.

## Finales de Grand Slam

### Individuales (2 subcampeonatos)
| Resultado | Año  | Campeonato                | Superficie | Oponente     | Marcador           |
| --------- | ---- | ------------------------- | ---------- | ------------ | ------------------ |
| Derrota   | 1907 | Campeonato de Australasia | Césped     | Horace Rice  | 3–6, 4–6, 4–6      |
| Derrota   | 1913 | Campeonato de Australasia | Césped     | Ernie Parker | 6–2, 1–6, 3–6, 2–6 |

### Dobles (1 título, 3 subcampeonatos)
| Resultado | Año  | Campeonato                | Superficie | Compañero     | Oponentes                         | Marcador           |
| --------- | ---- | ------------------------- | ---------- | ------------- | --------------------------------- | ------------------ |
| Derrota   | 1906 | Campeonato de Australasia | Césped     | C. Cox        | Rodney Heath Anthony Wilding      | 2–6, 4–6, 2–6      |
| Victoria  | 1907 | Campeonato de Australasia | Césped     | Bill Gregg    | Horace Rice Gordon Wright         | 6–2, 3–6, 6–2, 6–2 |
| Derrota   | 1909 | Campeonato de Wimbledon   | Césped     | Stanley Doust | Herbert Roper Barrett Arthur Gore | 6-2, 6–1, 6-4      |
| Derrota   | 1913 | Campeonato de Australasia | Césped     | Ray Taylor    | Ernie Parker Alf Hedeman          | 6–8, 6–4, 4–6, 4–6 |